# Роми у Србији (извештај)
Роми у Србији је извештај објављен 2003. године о животу Рома у Србији и на Косову. Настао је на основу изјава жртава противправног поступања полиције, дискриминације и напада приватних група лица на Роме. Књига Роми у Србији садржи и приштампан део: Roma in Serbia чији је превод на енглески урадио Драган Новаковић. Радови су штампани у међусобно обрнутим смеровима.

## О књизи
Књигу Роми у Србији је објавио Фонд за хуманитарно право из Београда које редовно и систематски спроводи исреаге о кршењу људских права у Србији, на Косову и у Црној Гори. Фонд брани слободу мишљења, право на живот, равноправност и једнаку заштиту, као и друге вредности цивилног друштва. Фонд од свог оснивања истражује убиства, нестанке, силовања, дискриминације и друге повреде међународног хуманитарног права. У периоду од 2000. до 2002. године Фонд је истражио преко 250 инцидената у којима су Роми, према властитим наводима, били жртве полиције, расистичких напада и дискриминације.
У саставу ове књиге налази се и извештај под насловом Злоупотреба и насиље над косовским Ромима који је Фонд за хуманитарно право сачинио на основу истраживања спроведеног након доласка међународних снага на Косово.